# Законодательная ассамблея Эмилии-Романьи
Законодательная ассамблея Эмилия — Романьи (итал. Assemblea legislativa dell’Emilia-Romagna) — представительный орган региона Эмилия-Романья, который обладает законодательной властью и функциями контроля над правительством региона и его президентом, которому может выразить недоверие; может вносить законодательные предложения в парламент страны.
Основан в 1970 году, когда были учреждены обычные регионы на основе 121 статьи Конституции Италии. Состоит из пятидесяти советников и президента собрания. Занимает здание дворец Реджионе в городе Болонья. Каждый созыв собрания, за исключением случаев досрочного прекращения полномочий, длится пять лет.

## Текущий состав
После региональных выборов в Эмилия-Романье 26 января 2020 Законодательная ассамблея имеет следующий руководящий состав:
- президент — Эмма Петитти[итал.];
- вице-президенты — Сильвия Дзамбони и Фабио Райньери[итал.].

| Партия | Партия                                              | Места    | Статус        |
| ------ | --------------------------------------------------- | -------- | ------------- |
|        | Демократическая партия                              | 22 из 50 | Правительство |
|        | Лига Севера                                         | 14 из 50 | Оппозиция     |
|        | Италия Живая                                        | 3 из 50  | Правительство |
|        | Братья Италии                                       | 3 из 50  | Оппозиция     |
|        | Эмилия-Романья отважная, экологичная, прогрессивная | 2 из 50  | Правительство |
|        | Бонначини в президенты                              | 1 из 50  | Правительство |
|        | Зелёная Европа                                      | 1 из 50  | Правительство |
|        | Вперёд, Италия                                      | 1 из 50  | Оппозиция     |
|        | Движение пяти звёзд                                 | 1 из 50  | Оппозиция     |
|        | Проект Гражданской сети Эмилия-Романьи              | 1 из 50  | Оппозиция     |
|        | Смешанная группа                                    | 1 из 50  | Оппозиция     |